# El maestro (pel·lícula de 1957)
El maestro (en italià Il maestro...) és una pel·lícula coproducció italo-espanyola de 1957 dirigida, escrita i interpretada per Aldo Fabrizi, última pel·lícula en la que va participar com a actor. Fou rodada íntegrament a Espanya en doble versió. L'espanyola, substancialment idèntica, fou dirigida per Eduardo Manzanos Brochero.

## Argument
Un mestre queda vidu poc després del naixement del seu únic fill i sol·licita el trasllat de la seva ciutat natal a una escola de la ciutat. El seu propòsit és assegurar un futur millor per al seu fill Antonio, que el segueix i continua els seus estudis a la classe on el seu pare és assignat. El professor té una gran passió per la pintura i el seu fill també està molt involucrat en el camp artístic, i mostra un projecte per a crear una Acadèmia de Pintura. A la ciutat, però, el seu fill, de vuit anys, és mort en un accident. Això farà que totes les seves aspiracions s'enfonsin. Tanmateix, un temps després un nen nou ocupa el seient del seu fill a classe i que a poc a poc ocupa el buit que hi deixa.

## Repartiment
- Aldo Fabrizi: Juan Merino
- Alfredo Mayo: Director
- Mary Lamar: Professora
- Félix Fernández: Porter
- Julio Sanjuán: Doctor
- José Calvo: Xofer
- Marco Paoletti. Gabriel
- Julia Caba Alba: Portera

## Reconeixements
- Premi Mediterrani en la 18a Mostra Internacional de Cinema de Venècia.[2]
- Medalles del Cercle d'Escriptors Cinematogràfics[3]

| Any  | Categoria                | Treball                    | Resultat  |
| ---- | ------------------------ | -------------------------- | --------- |
| 1957 | Millor argument original | Luis Lucas i José Gallardo | Guanyador |
| 1957 | Millor actor estranger   | Aldo Fabrizi               | Guanyador |

## Galeria d'imatges

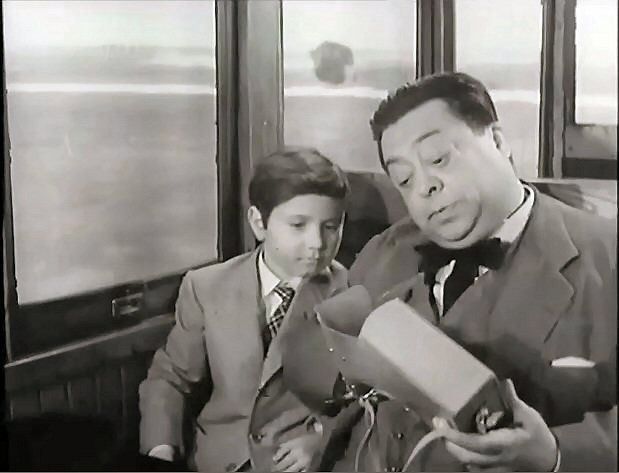
De viatge a la ciutat
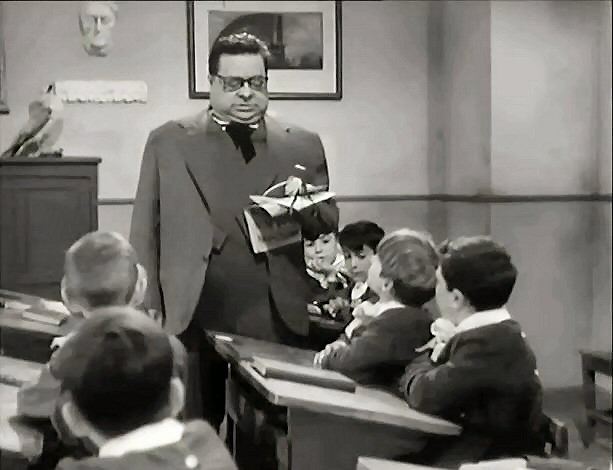
A la nova classe
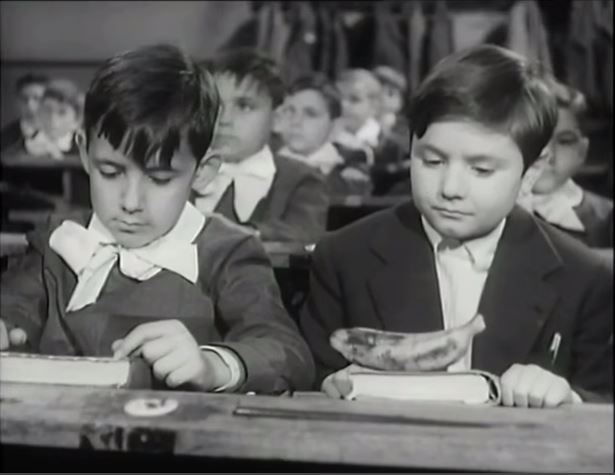
Antonio al seu lloc
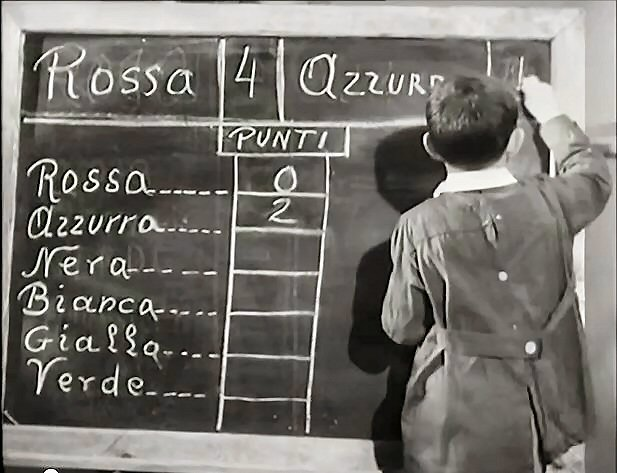
El joc de classe
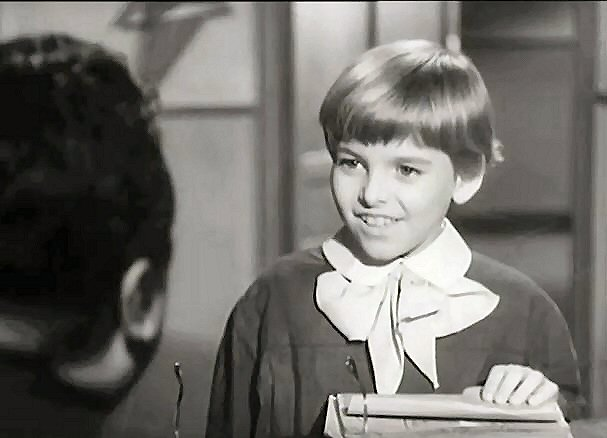
Gabriel
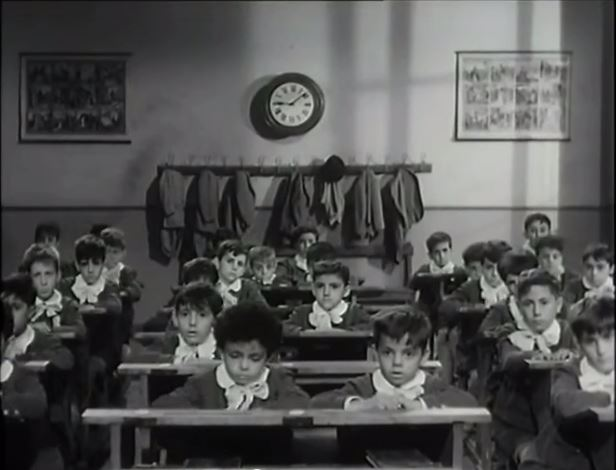
La classe
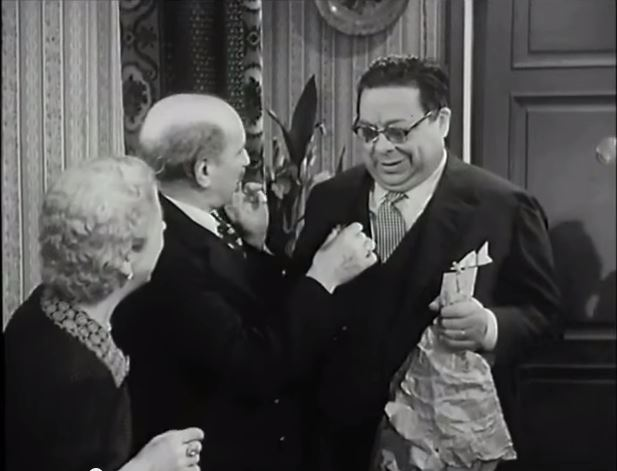
A la festa del bidell
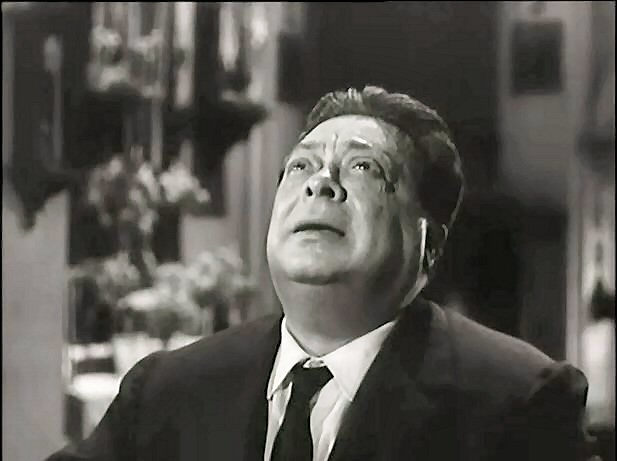
Davant la veritat